# Sibynophis triangularis
Sibynophis triangularis är en ormart som beskrevs av Taylor 1965. Sibynophis triangularis ingår i släktet Sibynophis och familjen snokar. Inga underarter finns listade i Catalogue of Life.
Denna orm har två små populationer i Sydostasien, en vid Bangkokbukten i Thailand och en i provinsen Mondolkiri i östra Kambodja. Arten lever i låglandet och i bergstrakter upp till 1000 meter över havet. Den vistas i städsegröna skogar. Honor lägger ägg.
Beståndet hotas av skogsröjningar. IUCN listar arten som nära hotad (NT).